# Effet Aharonov-Bohm

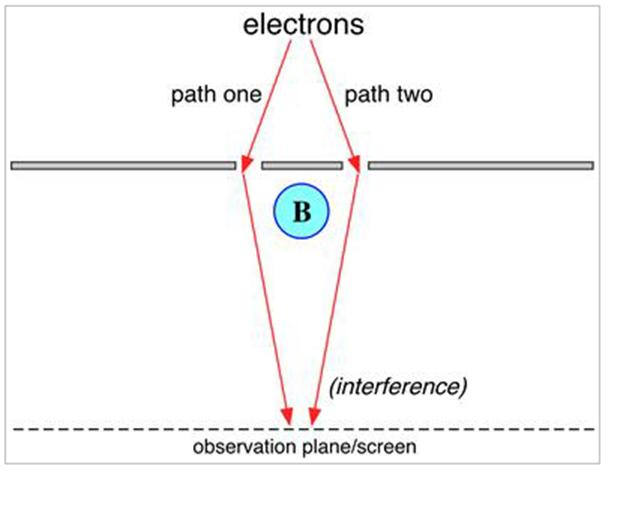
La figure d'interférence d'un faisceau d'électrons passant par deux fentes est modifiée par le potentiel vecteur d'un solénoïde situé entre les deux fentes, alors même que le champ magnétique de ce solénoïde est nul sur la trajectoire classique des électrons.

L'effet Aharonov-Bohm est un phénomène quantique décrit en 1949 par Werner Ehrenberg et Raymond Eldred Siday et redécouvert en 1959 par David Bohm et Yakir Aharonov : la figure d'interférence d'un faisceau d'électrons passant par deux fentes peut être modifiée par la présence d'un champ magnétique en dehors des trajectoires classiques des électrons. L'effet Aharonov-Bohm est une mise en évidence quantique que la quantité de mouvement {\displaystyle {\vec {\pi }}} (classique) des particules de charge {\displaystyle q} est donnée par {\displaystyle {\vec {\pi }}={\vec {p}}-q{\vec {A}}} où {\displaystyle {\vec {A}}} est le potentiel vecteur et {\displaystyle {\vec {p}}} est l'impulsion.

## Implications
Dans la physique des XVIIIe et XIXe siècles, à la suite de Newton, l'accent est mis sur les forces puis sur les champs. Le champ électrique, de rotationnel nul ({\displaystyle {\overrightarrow {\operatorname {rot} }}({\vec {E}})={\vec {0}}}), peut être exprimé comme le gradient d'un potentiel scalaire ({\displaystyle {\vec {E}}=-{\overrightarrow {\operatorname {grad} }}\,V}) et le champ magnétique, de divergence nulle ({\displaystyle \operatorname {div} {\vec {B}}=0}), comme le rotationnel d'un potentiel vecteur ({\displaystyle {\vec {B}}={\overrightarrow {\operatorname {rot} }}({\vec {A}})}). Contrairement aux champs, les potentiels ne sont pas définis de façon univoque : le potentiel scalaire n'est défini qu'à une constante additive près, et le potentiel vecteur qu'à un champ irrotationnel (un gradient) additif près. Ces potentiels ne sont pas censés avoir une signification physique intrinsèque, on ne peut mesurer que la différence de potentiel scalaire entre deux points (tension électrique) ou la circulation du potentiel vecteur le long d'une courbe fermée (flux magnétique). 
L'effet Aharonov-Bohm vient contredire ces affirmations.